# Aitai Aitai Aitai na
Singles de °C-ute
Kimi wa Jitensha Watashi wa Densha de Kitaku
(2012) Kono Machi
(2013)
Singles par Berryz Kōbō x Cute (Berikyū)
Chō Happy Song
(2012)
 Aitai Aitai Aitai na  (会いたい 会いたい 会いたいな) est le 19e single "major" (et 25e single au total) du groupe Cute, sorti en 2012.

## Présentation
Le single, écrit, composé et produit par Tsunku, sort le 5 septembre 2012 au Japon sur le label zetima. Il atteint la 4e place du classement des ventes de l'oricon. Sortent aussi quatre éditions limitées du single, notées "A", "B", "C", et "D", avec des pochettes différentes : les trois premières contiennent un DVD différent en supplément, et les trois dernières contiennent un titre différent en "face B". Le single sort également deux semaines après en version "single V" (DVD) contenant le clip vidéo.
La chanson-titre figurera d'abord sur la compilation de fin d'année du Hello! Project Petit Best 13, puis sur l'album 8 Queen of J-Pop qui sortira un an plus tard. Des versions alternatives de la chanson en "face B" des éditions "A", Kanashiki Heaven, figureront sur les éditions limitées du single Crazy Kanzen na Otona qui sortira l'année suivante ; la chanson sera ensuite ré-enregistrée par le groupe en 2014 pour figurer en "co-face A" de son single The Power / Kanashiki Heaven, sous-titrée "Single Version".

## Formation
Membres du groupe créditées sur le single :
- Maimi Yajima
- Saki Nakajima
- Airi Suzuki
- Chisato Okai
- Mai Hagiwara

## Liste des titres
CD (édition régulière et édition limitée "A")
1. Aitai Aitai Aitai na (会いたい 会いたい 会いたいな?)
2. Kanashiki Heaven (悲しきヘブン?)
3. Aitai Aitai Aitai na (instrumental)

DVD de l'édition limitée "A"
1. Aitai Aitai Aitai na (Dance Shot Ver.)

CD des éditions limitées "B", "C", "D"
1. Aitai Aitai Aitai na (会いたい 会いたい 会いたいな?)
2. Saikō Music (最高ミュージック?)
3. Aitai Aitai Aitai na (instrumental)

DVD de l'édition limitée "B"
1. Aitai Aitai Aitai na (Close-up Ver.)

DVD de l'édition limitée "C"
1. Shinkyoku Hatsuhirô Document (新曲初披露ドキュメント?)

Single V (DVD)
1. Aitai Aitai Aitai na (会いたい 会いたい 会いたいな?) (clip vidéo)
2. Aitai Aitai Aitai na (Natural Lip Ver.)
3. Making Eizo (メイキング映像?) (making of)

DVD de l'édition "Event V"
1. Aitai Aitai Aitai na (Yajima Maimi Solo Ver.) (会いたい 会いたい 会いたいな (矢島舞美 Solo Ver.))
2. Aitai Aitai Aitai na (Nakajima Saki Solo Ver.) (会いたい 会いたい 会いたいな (中島早貴 Solo Ver.))
3. Aitai Aitai Aitai na (Suzuki Airi Solo Ver.) (会いたい 会いたい 会いたいな (鈴木愛理 Solo Ver.))
4. Aitai Aitai Aitai na (Okai Chisato Solo Ver.) (会いたい 会いたい 会いたいな (岡井千聖 Solo Ver.))
5. Aitai Aitai Aitai na (Hagiwara Mai Solo Ver.) (会いたい 会いたい 会いたいな (萩原舞 Solo Ver.))